# Mont Lapithas
Le mont Lapithas (grec moderne : Λαπίθας) est une montagne située dans le sud de l'Élide, dans l’ouest du Péloponnèse, en Grèce.
Ses pentes occidentales descendent jusqu'à la mer Ionienne. Avec une longueur de 15 à 20 kilomètres et une largeur de 10 kilomètres, la montagne occupe une superficie de 100 à 150 km2. La forêt de pins qui couvre une grande partie de sa surface a été gravement endommagée par les incendies de forêt d’août 2007.
Le lac Kaïáfa se situe entre la montagne et la mer Ionienne, au nord-ouest de la ville de Zacháro. La route nationale grecque 76 (Mégalopolis - Andrítsena - Krestena) passe au nord-est du mont et la route nationale grecque 9 / E55 (Patras - Pyrgos - Kalamata) à l'ouest. 

## Villages
Les villages de Smerna, Vrina et Xirochori sont bâtis sur ses pentes.
- Au nord : Krestena, Gryllos, Graikas
- À l'est : Platiana et Makistos
- Au sud : Zacháro
- À l'ouest : Káto Samikó